# Boljunsko Polje
 Boljunsko Polje  (olaszul: Mandici) falu Horvátországban, Isztria megyében. Közigazgatásilag települések Lupoglavhoz tartozik.

## Fekvése
Az Isztriai-félsziget északkeleti részén, Buzettól 16 km-re délkeletre, Abbáziától 15 km-re délnyugatra, községközpontjától 7 km-re délkeletre a Boljunšćica-patak völgyében az Učka-hegység nyugati lejtőin  fekszik.

## Története
A templom helyén a középkorban bencés apátság volt, mely még a 15. század előtt pusztult el. A mai templomot 1670-ben építették.
Boljunsko Polje 1953-ig egy Boljunhoz tartozó telep volt. 1880-ban 274, 1910-ben 313 lakosa volt. 2011-ben 165 lakosa volt.

## Lakosság
| Lakosság változása | Lakosság változása | Lakosság változása | Lakosság változása | Lakosság változása | Lakosság változása | Lakosság változása | Lakosság változása | Lakosság változása | Lakosság változása | Lakosság változása | Lakosság változása | Lakosság változása | Lakosság változása | Lakosság változása | Lakosság változása |
| ------------------ | ------------------ | ------------------ | ------------------ | ------------------ | ------------------ | ------------------ | ------------------ | ------------------ | ------------------ | ------------------ | ------------------ | ------------------ | ------------------ | ------------------ | ------------------ |
| 1857               | 1869               | 1880               | 1890               | 1900               | 1910               | 1921               | 1931               | 1948               | 1953               | 1961               | 1971               | 1981               | 1991               | 2001               | 2011               |
| 0                  | 0                  | 274                | 329                | 305                | 313                | 0                  | 0                  | 267                | 374                | 286                | 244                | 204                | 154                | 150                | 165                |

## Nevezetességei
A Kármelhegyi Boldogasszony tiszteletére szentelt temploma 1670-ben épült, helyén a középkorban bencés apátság állt. Gazdagon díszített fából faragott ún. „arany oltára” 1676-ban készült. Ennek része volt az a gótikus Boljuni Madonna szobor, melyet ma a püspökség egyházi gyűjteményében Porečben őriznek.